# Río Dez
El río Dez (دز, Āb-e Dez; antiguamente Coprates, en griego: Κοπράτης o Κοπράτας) es el afluente principal del río Karún, en el sudoeste de Irán. Nace en los montes Zagros, a 4124 m, en el extremo nordeste de la provincia de Lorestán, a 50 km al sur de la ciudad de Jorramabad. 
El curso del río se dirige primero hacia el oeste y luego hacia el sur. En su curso superior baña la ciudad de Dezful, en el Juzestán, de 260.000 habitantes, donde hay un famoso puente del año 400. 
A 26 km al norte de la ciudad de Andimeshk, en el Juzestán, se construyó entre 1959 y 1963 el embalse de Dez, con una presa de 203 m de altura y una capacidad de 3,34 km³, aunque en 2006 se comprobó que la sedimentación arrastrada por el río había reducido su capacidad a 2,6 km³. La central hidroeléctrica tiene una potencia de 520 MW y el pantano riega una superficie de más de cien mil hectáreas.
Desemboca en el río Karún por la derecha en Bamdej, a solo 19 m de altitud,  cerca de Ahvaz.
Su afluente más importante es el río Bakhtyari, que también nace en los montes Zagros y viaja hacia el oeste hasta desembocar en el Dez a la altura de Tany-e Panj, 30 km al norte de Toveh. En este afluente se está construyendo una gigantesca presa, de 300 m de altura, con un embalse que tendrá 4,84 km³ de capacidad y una potencia de 1500 MW.